# Uwe Bein
Uwe Bein (n. Heringen, Alemania; 26 de septiembre de 1960) es un futbolista alemán que se desempeñaba como centrocampista. Fue parte de la selección alemana que se consagró campeona del mundo en Italia 90, y anotó un gol en primera fase ante Emiratos Árabes, en la goleada germana por 5-1. Jugó 4 partidos en ese mundial. Disputó con su nación un total de 17 partidos y anotó 3 goles.

## Clubes
| Club                | País     | Año       |
| ------------------- | -------- | --------- |
| Kickers Offenbach   | Alemania | 1978-1984 |
| Colonia             | Alemania | 1984-1987 |
| Hamburger SV        | Alemania | 1987-1989 |
| Eintracht Frankfurt | Alemania | 1989-1994 |
| Urawa Red Diamonds  | Japón    | 1994-1997 |
| VfB Gießen          | Alemania | 1997-1998 |